# 対港橋
対港橋（たいこうばし）は富山県高岡市にある国道415号の道路橋。氷見線と新湊線をまたぐ跨線橋である。

## 概要
現在の対港橋は1983年（昭和58年）竣工の新橋と1943年（昭和18年）竣工の旧対港橋が並行している。新橋の開通に伴い、旧対港橋は歩道橋となっている。
旧対港橋は全長495.1 mの65径間連続アーチ橋で、戦前に竣工したものとしては最長の鉄筋コンクリートアーチ橋である。径間数も連続アーチ橋としては日本最大級。材料は鉄筋コンクリートブロックとされるが、竹筋コンクリートとする文献もある。
旧対港橋は土木学会の日本の近代土木遺産2800選に選定されている。